# Thiol-een-reactie
De thiol-een-reactie is een chemische reactie van een thiol met de reactieve dubbele koolstof-koolstof-pi-binding in een onverzadigde verbinding (een "een", de afkorting van alkeen). Het is een additiereactie die verloopt met vrije radicalen. Ze kan geïnitieerd worden door bestraling met licht. De algemene reactievergelijking is: 
{\displaystyle {\ce {R{-}SH + CH2=CH{-}R' -> R{-}S{-}CH2{-}CH2{-}R'}}}

## Reactiemechanisme
Het reactiemechanisme is een radicaal mechanisme dat een anti-Markovnikov-type thio-ether oplevert:
- initiatie (vrijeradicaalvorming onder invloed van licht of een initiator): {\displaystyle \mathrm {R{-}SH\longrightarrow R{-}S^{*}} }
- propagatie: {\displaystyle \mathrm {R{-}S^{*}\ +\ CH_{2}=CH{-}R'\longrightarrow R{-}S{-}CH_{2}{-}C^{*}H{-}R'} }
- transfer: {\displaystyle \mathrm {R{-}S{-}CH_{2}{-}C^{*}H{-}R'+R{-}SH\longrightarrow R{-}S{-}CH_{2}{-}CH_{2}{-}R'+R{-}S^{*}} }

Deze additiereactie kan ook met anionen in de plaats van vrije radicalen verlopen onder invloed van een katalysator, maar dan spreekt men van een thiol-Michael-additie.

## Kenmerken
In beide gevallen vertonen de reacties de kenmerken van klikreacties: de omzetting is volledig of vrijwel volledig; er is slechts weinig katalysator vereist; de reacties verlopen snel, in bulk of in een milieuvriendelijk oplosmiddel; ze zijn ongevoelig voor luchtzuurstof of water; de uitgangsstoffen, thiolen en "enen", zijn goed verkrijgbaar.
Een uitgebreid gamma van thiolen en enen kan gebruikt worden: alkylthiolen, thiofenolen, thiopropionaten en thiolglycolaten zijn de meest voorkomende thiolen. Elk niet-sterisch gehinderd terminaal alkeen kan gebruikt worden in de radicale thiol-een-reactie. De electronenrijke enen zoals vinylethers, en die met hoge ringspanning zoals norborneen, reageren sneller dan elektronenarme enen.

## Toepassingen
De additie van thiolen aan alkenen is reeds sedert het begin van de twintigste eeuw gekend, maar de thiol-een-reactie is vooral in de laatste jaren uitgebreid bestudeerd, vooral in de polymeerchemie. Wanneer men multifunctionale thiolen en enen met ten minste twee -SH-groepen en twee dubbele bindingen gebruikt, kan men cross-linked polymeren vormen die een zeer homogeen netwerk vormen met een smalle glasovergang. Dit zijn glassen, elastomeren of kleefstoffen die onder meer kunnen gebruikt worden voor beschermende coatings en films.
De thiol-een-reactie heeft echter nog meer (potentiële) toepassingen, waaronder:
- nieuwe dendrimeren
- het aanbrengen van functionele groepen op bestaande polymeren om hun eigenschappen te beïnvloeden. Een voorbeeld is de reactie van het aminozuur cysteïne als het thiol met styreen-butadieencopolymeren waarmee optisch actieve polymeren bekomen worden met aminozuurresten
- nanodeeltjes met potentiële toepassingen in optische en elektronische componenten
- microfluïdische materialen
- vloeibare kristallen
- hydrogels en biomaterialen[3]
- biotechnologische toepassingen, zoals de immobilisering van biomoleculen op een vast substraat, waarbij biomoleculen met een olefinegroep gekoppeld worden aan thiolgroepen die op het substraat zijn aangebracht.[4]